# Jean-Baptiste Guégan
Pour les articles homonymes, voir Guégan.
Jean-Baptiste Guégan, né le 14 mai 1983 à Trégueux (Côtes-d'Armor), est un chanteur français.
En 2000, il débute dans la musique comme sosie vocal de Johnny Hallyday. Après le décès de Johnny Hallyday, il décide de participer à l'émission La France a un incroyable talent en 2018 qui le révèle au grand public.
Il s'ensuit la création du spectacle Jean-Baptiste Guégan : La Voix de Johnny, avec une tournée qui contribue à renforcer sa notoriété.
Michel Mallory, ancien parolier de Johnny Hallyday, lui propose d'enregistrer un album écrit à la base pour le défunt rockeur. Il sort par la suite quatre albums, Puisque c'est écrit (2019), Rester le même (2020), Toutes les larmes sèchent un jour (2022), De l'ombre à la lumière (2025).

## Biographie

### Les débuts dans l'ombre
Jean-Baptiste Guégan est né le 14 mai 1983, en Bretagne dans la ville de Trégueux. Il grandit entre un père absent et une mère, Valérie, assistante en Ehpad. Johnny Hallyday devient son idole lorsque son père lui fait la surprise de l'emmener à un concert de la star au palais omnisports de Paris-Bercy, en 1992.
L'adolescent dyslexique qu'il est, s'inscrit en CAP menuiserie au lycée de Tréguier, il se destine en effet au métier de menuisier-ébéniste. Il découvre sa vocation de chanteur en participant à des karaokés dans les cafés de Lannion. En 2000, il est repéré dans un bar par Yves Jacq, musicien et producteur breton. Jean-Baptiste Guégan qui a le même timbre de voix que Johnny, se voit proposer de devenir le sosie vocal du chanteur et d'en faire son métier. Les débuts sont compliqués, beaucoup de personnes pensent à la tricherie, cependant très vite son talent est reconnu aux yeux du public breton, il devient alors Johnny Junior . En 17 ans, il donne 1 500 concerts en Bretagne dans différentes festivités.
À la mort de Johnny, en décembre 2017, il lui rend hommage avec son spectacle Jean-Baptiste Guégan : La Voix de Johnny, une tournée en France et en Belgique débute en janvier 2018.
La même année, Jean-Baptiste participe à la saison 13 de La France a un incroyable talent sur M6 et la remporte. La tournée, ainsi que l'émission le mettent en avant sur le plan médiatique.

### Le vedettariat, l'ascension dans le rock français
En 2018, Il rencontre Michel Mallory, l'un des paroliers et amis de Johnny Hallyday, qui lui propose d'interpréter cinq chansons inédites qu'il avait écrites pour son idole. Ils partent à Nashville, enregistrer l'album, d'où sortiront 7 chansons supplémentaires. En août 2019, l'album Puisque c'est écrit sort, il devient numéro un des ventes en France avec un peu plus de 27 000 exemplaires vendus en une semaine. Jean-Baptiste Guégan commence une tournée des Zénith en octobre 2019 qui se termine en décembre 2020 avec un passage à l'AccorHotels Arena de Paris,,,. L'album se vend à plus de 300 000 exemplaires. Il sort définitivement de son rôle de sosie vocal, pour petit à petit s'imposer comme interprète.
Il enregistre un nouvel album, en France cette fois-ci (en plein confinement), les chansons sont écrites également par Michel Mallory et Marc Lavoine, dans un registre plus rock et plus intime. En juin 2020 sort le single Tu es toujours là écrit et composé par Slimane. Il est extrait du deuxième album intitulé Rester le même sorti le 18 septembre,,. L'album est disque de platine avec 100 000 exemplaires vendus.
À la fin des restrictions dues à la pandémie de Covid-19, il repart en tournée.[réf. nécessaire]
En 2021, il enregistre son 3e album de nouveau à Nashville. Une fois de plus, c'est Michel Mallory qui lui écrit 15 chansons, dont 2 rendent hommage à deux stars du rock, Elvis Presley et Johnny Hallyday.[réf. nécessaire]
Après un concert à l'Accor Arena le 25 mars 2022, Jean-Baptiste Guégan sort en septembre le titre Le pays d’Armor extrait de son troisième album. Ce dernier, intitulé Toutes les larmes sèchent un jour, paraît le 1er décembre 2022. Le chanteur effectue une tournée dans les pays francophones en 2023. En octobre 2023, il enregistre 5 chansons de Noël.
Le 31 juillet 2024 au soir, la chaîne de télévision TMC programme une soirée consacrée à l'artiste. Il est proposé dans la première partie, un documentaire d'environ 90 minutes, retraçant la vie personnelle et artistique de Jean-Baptiste Guégan, la seconde partie est une retransmission d'un concert.

## Discographie

### Singles
- 2019 : Retourner là-bas
- 2019 : Puisque c'est écrit[20]
- 2020 : Tu es toujours là
- 2020 : Rester le même
- 2022 : Le pays d’Armor
- 2024 : Lettre à ma voix

### Participations
- 2021 : Sarah Brightman, Roch Voisine & Jean Baptiste Guégan - Ne viens pas
- 2022 : Frédéric François & Jean Baptiste Guégan - Juste un peu d'amour

## Filmographie

### Télévision
- 2023 : Astrid et Raphaëlle (saison 4, épisode 3 - 30.000 pieds) : Marc Noiset, dit le Braconnier